# Bogár Gergő
Bogár Gergő (Salgótarján, 1991. augusztus 28. –) magyar játékvezető.

## Hazai játékvezetés
Játékvezetői vizsgáját 2005-ben Nógrád megyében tette le, ahol 2010-ig a Salgótarjáni BTC csapatában játszott, majd ezután a játékvezetést választotta és a labdarúgást abbahagyta.
2014 nyarán került fel az országos keretbe. A 2016/2017-es szezontól NB II-es játékvezető.
Első NB. II-es mérkőzését 2016. augusztus 7-én vezette Csákváron (Csákvár-Dorog.)
2018/2019-es szezontól NB I-es játékvezető.
2018. szeptember 1-jén vezette első élvonalbeli mérkőzését Mezőkövesden (Mezőkövesd–Puskás Akadémia).
2021. május 3-án ő vezette az Újpest-MOL Fehérvár Magyar Kupa-döntőt. A 2020-2021-es szezon végén az idény legjobb játékvezetőjének járó díjat vehette át.
2025. június 20-ig 125 mérkőzést vezetett, a levezetett mérkőzéseken 610 sárgalapot osztott ki és 43 játékost állított ki.

### Magyar labdarúgókupa
| Időpont     | Helyszín               | Mérkőzés típusa | Mérkőzés                    | Eredmény     | Nézők száma |
| ----------- | ---------------------- | --------------- | --------------------------- | ------------ | ----------- |
| 2021.05.02. | Puskás Aréna, Budapest | döntő           | MOL Fehérvár FC - Újpest FC | 0 - 1 (h.u.) | 4 500 fő    |

## Nemzetközi játékvezetés
2020 tavaszától nemzetközi játékvezetői keretbe került.
Játékvezetőként 2020. augusztus 8-án FK Iskra Danilovgrad - PFC Lokomotiv Plovdiv 1926 Európa Liga selejtezőn debütált Podgoricában.

## Adatlapok
- magyarfutball.hu
- focibiro.hu